# Josef Augusta (Paläontologe)
Josef Augusta (* 17. März 1903 in Boskowitz; † 4. Februar 1968 in Prag) war ein tschechoslowakischer Paläontologe.

## Leben
Augusta, der Sohn eines Finanzbeamten, studierte nach dem Besuch des Gymnasiums in Boskovice von 1921 bis 1925 Naturwissenschaften an der Masaryk-Universität in Brünn. Während des Studiums und danach war er bis 1931 als Assistent am dortigen geologischen Instituts tätig. Seit 1932 unterrichtete er an der Schule in Oels, wechselt aber schon ein Jahr später an die Karls-Universität nach Prag. 1939 wird er zum Professor ernannt, arbeitet dann, nach der Schließung der Universität während des Zweiten Weltkrieges am staatlichen geologischen Institut. Nach dem Kriegsende kehrt er an die Universität zurück, an der er bis 1968 lehrt und von 1957 bis 1959 die Stelle als Dekan der geologisch-geographischen Fakultät innehatte.
Zu seinen Schülern zählt Zdeněk V. Spinar.

## Forschungsgebiete
Augusta beschäftigte sich vor allem mit der Erforschung der Flora und Fauna der Permzeit. Berühmt wurde er durch seine populärwissenschaftliche Tätigkeit auf dem Gebiet der Paläontologie, Stratigraphie und Geologie.

## Dedikationsnamen
2017 wurden ihm zu Ehren die fossilen Überreste eines kleinen Ornithopoden aus dem Cenomanium des Böhmischen Kreidebeckens als Burianosaurus augustai beschrieben.

## Werke
Augusta lieferte für den tschechischen Maler Zdeněk Burian Vorlagen für die prähistorischen Landschaftsbilder und Dinosaurier, die er teils auch selbst skizzierte. Sie schufen einige paläontologische Rekonstruktionen, die in Buchform auch im Ausland auferlegt wurden. Daneben schrieb er über 120 wissenschaftliche Abhandlungen und war am Film des Regisseurs Karel Zeman Reise in die Urzeit (Cesta do pravěku) als wissenschaftlicher Berater beteiligt.

### Deutschsprachige Publikationen
- Tiere der Urzeit, 1970
- Versteinerte Welt, 1970
- An den Lagerfeuern der Altsteinzeit, 1969
- Kolosse urzeitlicher Kontinenten und Meere, 1966
- Große Entdeckungen, 1965
- Verwehtes Leben, 1964
- Saurier der Urmeere, 1964
- Menschen der Urzeit, 1960
- Menschen der Vorzeit, 1961 (Bertelsmann Lesering-Ausgabe von „Menschen der Urzeit“)
- Das Buch von den Mammuten, 1962
- Unter Urjägern, 1961
- Flugsaurier und Urvögel, 1961
- Die Stegocephalen aus dem unteren Perm der Boskovicer Burche in Mähren, 1936

### Fremdsprachige Publikationen
- A Book Of Mammoths, 1963
- Prehistoric Animals, 1967
- Prehistoric Sea Monsters, 1964
- The Age Of Monsters, 1966

### Publikationen in tschechischer Sprache
- Divy prasvěta, 1942
- Draci a obři, 1947
- Hlubinami pravěku/Z hlubin pravěku, 1956
- Karpatský jelen a jeho rod, 1942
- Lovci jeskynních medvědů, 1947
- Naše ZOO, 1955
- Opolidé a předlidé, 1961
- Pravěké ptactvo (Prehistoric Reptiles And Birds), 1949
- U pravěkých lovců, 1971
- Úvod do všeobecné paleontologie, 1936
- Z pradějin člověka/Z pradějin lidstva/Z pradějin tvorstva, 1954
- Z vývojových a kulturních pradějin člověka, 1957
- Zavátý život, 1944
- Zrození Venuše, 1960
- Ztracený svět, 1948

### Filmographie
- Cesta do pravěku (1955) als wissenschaftlicher Berater